# Сальніков Олексій Олександрович
Сальніков Олексій Олександрович (нар. 1981, Донецьк, УРСР) — український підприємець, правник, колишній керівник Державної судової адміністрації України, звільнений звідти за підозрою в отриманні хабаря.

## Життєпис
Народився 1981 року в Донецьку, закінчив Донецький університет економіки і права («Правознавство») та Донецький технічний університет («Державне управління»).
До вересня 20202 року був керівником Регіонального відділення Фонду держмайна по Миколаївській області. Також керував територіальним управліннями Державної судової адміністрації України в Миколаївській області.
З 2022 року до 7 грудня 2023 року - керівник Державної судової адміністрації України, до цього був заступником голови цієї організації. Довірена особа колишнього голови Верховного суду України Всеволода Князєва, підозрюваного в корупції у великих масштабах. 
Співзасновник ГО «Спасо-преображенське братство» (ліквідована 2022 року), яку очолював Гавриїл Рибальченко (архімандрит Гавриїл), священник УПЦ МП.
Під час широкомасштабного вторгнення РФ до України Сальніков через суд приватизував квартиру в Києві на вулиці Ташкентській. 

### Політика
2007 року брав участь у виборах до Верховної ради VI скл. від Виборчого блоку Людмили Супрун.

## Розслідування
У березні 2023 року проти Сальнікова відкрито кримінальне провадження за отримання хабаря. Сальнікова підозрюють у схиленні до передачі хабаря суддям Верховного суду та заволодіння чужим майном шляхом обману. У березні 2023 року голова ДСА отримав $7,5 тис. хабаря, частину з яких він мав передати суддям. У липні у Сальнікова було проведено обшуки, а Вищий антикорупційний суд призначив тодішньому голові ДСА Сальнікову заставу в 805 тис. грн.
У липні у Олексія було проведено обшуки, 26 липня НАБУ та САП повідомили Сальнікову про підозру.
У липні 2023 року його було відсторонено з посади керівника ДСА та поміщено під варту з можливістю внесення застави у 805 тис. грн. У серпні його було відсторонено з посади керівника ДСА. Сальніков керував ДСА до 7 грудня 2023 року, коли його було притягнуто до дисциплінарної відповідальності у вигляді звільнення з посади. 

## Статки
Зарплатня Сальнікова протягом 2019-2022 років склала 3,5 млн грн, він декларував готівку на 1 млн грн.